# Sulisławice (Ząbkowice Śląskie)
Pour les articles homonymes, voir Sulisławice.
Sulisławice est une localité polonaise de la gmina et du powiat de Ząbkowice Śląskie en voïvodie de Basse-Silésie.

## Histoire
De 1742 à 1945, Zülzendorf fait partie de l'arrondissement de Nimptsch puis à partir de 1932, de l'arrondissement de Frankenstein-en-Silésie dans le district de Breslau au sein de la province de Silésie.